# 李广元
李广元（1975年10月—），安徽无为人。汉族。加入中国共产党。西南科技大学工商管理专业毕业。
曾任四川明星电缆股份有限公司董事长。
2013年，当选第十二届全国人民代表大会四川地区代表。同年因涉及刘汉案被中纪委调查。因涉嫌行贿犯罪，2015年7月22日，四川省第十二届人大常委会第十七次会议决定接受其辞去第十二届全国人民代表大会代表职务。
2016年6月30日，四川明星电缆股份有限公司涉嫌单位行贿罪及公司实际控制人李广元先生涉嫌单位行贿罪、行贿罪和虚开增值税专用发票罪一案开庭审理。湖北省宜昌市点军区人民法院判决四川明星电缆股份有限公司犯单位行贿罪，判处罚金人民币五百万元，于本判决生效后十日内缴纳；李广元犯单位行贿罪、行贿罪和虚开增值税专用发票罪，数罪并罚，决定执行有期徒刑十一年。